# North, Central America and Caribbean Volleyball Confederation
La North, Central America and Caribbean Volleyball Confederation (NORCECA) è l'organo di governo della pallavolo nord-centro americana e dell'area caraibica. Ha sede a Santo Domingo, Repubblica Dominicana.

## Competizioni NORCECA

### Competizioni per squadre nazionali

#### Pallavolo
- Campionato nordamericano maschile
- Campionato nordamericano femminile
- Campionato nordamericano maschile under 21
- Campionato nordamericano femminile under 21
- Campionato nordamericano maschile under 19
- Campionato nordamericano femminile under 19
- Coppa panamericana maschile
- Coppa panamericana femminile
- Coppa panamericana femminile under 23
- Coppa panamericana maschile under 23
- Coppa panamericana femminile under 21
- Coppa panamericana maschile under 21
- Coppa panamericana femminile under 19
- Coppa panamericana maschile under 19
- Final Four Cup femminile
- Final Four Cup femminile under 20
- Final Four Cup femminile under 18
- Final Four Cup maschile
- NORCECA Final Six maschile
- NORCECA Final Six femminile
- NORCECA Champions Cup femminile
- NORCECA Champions Cup maschile
- NORCECA Final Four femminile
- NORCECA Final Four maschile

#### Beach Volley
- Circuito NORCECA maschile
- Circuito NORCECA femminile

## Competizioni zonali

### Caraibi
Oltre alle principali competizioni continentali, la NORCECA co-organizza, con la CAZOVA, il Campionato di pallavolo caraibico, un torneo la cui partecipazione è riservata alle migliori formazioni provenienti dai Caraibi. La competizione, iniziata nel 1991, prevede sia il torneo maschile sia quello femminile.

#### Pallavolo
- Campionato caraibico maschile
- Campionato caraibico femminile

### America Centrale
Analogamente al Campionato caraibico, la NORCECA co-organizza, con l'AFECAVOL, il campionato riservato alle formazioni provenienti dall'America Centrale. La prima edizione si disputò nel 1974.

#### Pallavolo
- Coppa centroamericana maschile
- Coppa centroamericana femminile

#### Beach Volley
- Coppa centroamericana maschile
- Coppa centroamericana femminile
- Circuito AFECAVOL maschile
- Circuito AFECAVOL femminile

### Caraibi dell'Est
Parallelamente al Campionato caraibico e alla Coppa centroamericana, la NORCECA co-organizza con l'ECVA il campionato riservato alle formazioni maschili e femminili provenienti dai Caraibi dell'Est.

#### Pallavolo
- Campionato caraibico dell'Est maschile
- Campionato caraibico dell'Est femminile

## Federazioni affiliate
| Codice | Paese                     | Federazione                                            |
| ------ | ------------------------- | ------------------------------------------------------ |
| AGU    | Anguilla                  | Anguilla Volleyball Association                        |
| ANT    | Antigua e Barbuda         | Antigua and Barbuda Amateur Volleyball Association     |
| ARU    | Aruba                     | Aruba Volleyball Association                           |
| BAH    | Bahamas                   | Bahamas Volleyball Federation                          |
| BAR    | Barbados                  | Barbados Volleyball Association                        |
| BER    | Bermuda                   | Bermuda Volleyball Association                         |
| BON    | Bonaire                   | Bonairiaanse Volleyball Bond                           |
| BIZ    | Belize                    | Belize Volleyball Association                          |
| CAN    | Canada                    | Volleyball Canada                                      |
| CAY    | Isole Cayman              | Cayman Islands Volleyball Federation                   |
| CRC    | Costa Rica                | Federación Costarricense de Voleibol                   |
| CUB    | Cuba                      | Federación Cubana de Voleibol                          |
| CUR    | Curaçao                   | Curaçaose Volleyball Bond                              |
| DMA    | Dominica                  | Dominica Volleyball Association                        |
| DOM    | Rep. Dominicana           | Confederación Dominicana de Voleibol                   |
| ESA    | El Salvador               | Federación Salvadoreña de Voleibol                     |
| EUX    | Sint Eustatius            | Sint Eustatius Volleyball Association                  |
| FSM    | Saint-Martin              | Ligue de Volley-Ball de Saint-Martin                   |
| GDP    | Guadalupa                 | Ligue Guadeloupe de Volleyball                         |
| GRN    | Grenada                   | Grenada Volleyball Association                         |
| GUA    | Guatemala                 | Federación Nacional de Voleibol de Guatemala           |
| HAI    | Haiti                     | Fédération Haïtienne de Volley-Ball                    |
| HON    | Honduras                  | Federación Nacional de Voleibol de Honduras            |
| ISV    | Isole Vergini Americane   | US Virgin Island Volleyball Association                |
| IVB    | Isole Vergini Britanniche | British Virgin Islands Volleyball Association          |
| JAM    | Giamaica                  | Jamaica Volleyball Federation                          |
| LCA    | Saint Lucia               | St. Lucia Amateur Volleyball Association               |
| MEX    | Messico                   | Federación Mexicana de Voleibol                        |
| MQE    | Martinica                 | Martinique Volleyball Federation                       |
| MSR    | Montserrat                | Montserrat Volleyball Association                      |
| NCA    | Nicaragua                 | Federación Nicaragüense de Voleibol                    |
| PAN    | Panama                    | Federación Panameña de Voleibol                        |
| PUR    | Porto Rico                | Federación Puertorriqueña de Voleibol                  |
| SAB    | Saba                      | Saba Volleyball Association                            |
| SKN    | Saint Kitts e Nevis       | St. Kitts and Nevis Amateur Volleyball Association     |
| SUR    | Suriname                  | Surinaamse Volleybal Bond                              |
| SXM    | Sint Maarten              | St. Maarten Volleyball Association                     |
| TCI    | Turks e Caicos            | Turks & Caicos Volleyball Association                  |
| TRI    | Trinidad e Tobago         | Trinidad & Tobago Volleyball Federation                |
| USA    | Stati Uniti               | USA Volleyball                                         |
| VIN    | Saint Vincent e Grenadine | Saint Vincent and the Grenadines Volleyball Federation |